# Nipster
Nipster es un término utilizado en Alemania para referirse a los jóvenes neonazis que adoptan aspectos de la cultura hipster. Originalmente, el neonazismo alemán estaba impulsado por un aspecto ultramasculino y de extrema derecha, normalmente cabezas rapadas, violencia y atuendos militaristas, como botas o bombers, perteneciendo a la cultura skinhead y rechazando influencias de la cultura pop moderna. Pero recientemente esto ha cambiado, con los jóvenes nipsters que defienden causas como los derechos de los animales y el ecologismo, así como las de carácter de ultraderecha como la oposición a la inmigración. Uno de los fundadores del movimiento nipster, Patrick Schroeder, fue destacado por la revista Rolling Stone, diciendo que «le quiere dar al movimiento neonazi alemán una cara más amigable y moderna». Schroeder dice que los neonazis que puede «vivir integrados», como los nipsters, son «el futuro del movimiento».
Algunas redes sociales, como Tumblr, contienen frecuentemente contenido nipster e incluso existe un programa de cocina vegano neonazi. Un vídeo en el que aparecen neonazis bailando el Harlem Shake recibió más de 15.000 visitas en YouTube. También hay bandas de rap y reggae neonazis. Los nipsters, en lugar de rechazar la cultura pop moderna, se integran en ella. Los neonazis se han disfrazado como el monstruo de las galletas y regalado panfletos en los institutos y colegios o disfrazados de oso, bajo el eslogan «Oso de la deportación», promoviendo la deportación de los turcos que viven en Alemania.

## Otras utilizaciones del término
En 2011, se fundó la revista alemana en línea llamada 'Nipster' por tres estudiantes. El neologismo se inventó para representar a los hipsters de la ciudad de Núremberg y no tiene afiliación ninguno con el término actual. La revista en línea ha cesado su actividad.
Fuera de Alemania, dicho término se utiliza para distintos significados, incluyendo los hipsters asiáticos.